# الیزابت لاینفلنر
الیزبت لاینفلنر (زادهٔ ۱۴ اکتبر ۱۹۳۸) یک استاد زبان‌شناسی در دانشگاه وین و عضو گروه زبان‌شناسی وین بود. او در سال ۱۹۶۷ به ایالات متحده مهاجرت کرد و در کالج دوان که در کرت نبراسکا قرار داشت، تحصیل کرد و سپس به دانشگاه نبراسکا-لینکلن رفت و در آنجا مشغول تدریس شد. او به دلیل کمک‌های قابل توجه‌ش به زبان‌شناسی و فلسفه شناخته می‌شود. او نشان افتخار بزرگ اتریش را برای خدماتی که به استان نیدراسترایش در زمینه علم و هنر ارائه داد، دریافت کرد. او یکی از بنیانگذاران انجمن‌های لودویگ ویتگنشتاین اتریش و سمپوزیوم بین‌المللی ویتگنشتاین است.

## زندگی‌نامه

### تحصیلات
الیزابت لاینفلنر در دانشگاه وین و دانشگاه مونیخ در رشته زبان‌شناسی تحصیل کرد و به عنوان یک «ویراستار» آزاد مشغول کار بود. او به لینکلن، نبراسکا مهاجرت کرد، و در کالج دوان در کرت، نبراسکا تحصیل کرد و سپس در دانشگاه نبراسکا-لینکلن شروع به تدریس کرد. در سال ۱۹۷۵، او سمپوزیوم بین‌المللی ویتگنشتاین را در انجمن لودویگ ویتگنشتاین اتریش بنا کرد.
در سال ۱۹۸۶ به اتریش بازگشت و در سال ۱۹۹۰ مدرک مهارت آموزی را در مؤسسه زبان‌شناسی دانشگاه وین با پایان‌نامه‌ای در مورد شبکه‌های معنایی دریافت کرد. از سال ۱۹۹۴ تا ۱۹۹۷ او به عنوان رئیس ALWS خدمت کرد و از سال ۱۹۹۷ تا ۲۰۱۰ معاون رئیس ALWS بود. او در کمیته تحریریه انتشارات ALWS و انتشار گزارش‌های ALWS مشغول به کار بود.
او از سال ۱۹۹۲ در دانشگاه نبراسکا-لینکلن و از سال ۱۹۹۷ در دانشگاه میشیگان و از سال ۱۹۹۹ در دانشگاه تورورگاتا رم به عنوان استاد مشغول تدریس بود.
از سال ۱۹۹۶، او برای دانشگاه ایندیانا پنسیلوانیا نیز به صورت افتخاری و به واسطه همکاری با دانشگاه وین، تدریس می‌کرد. در سال ۱۹۹۹، او عضو کمیته برنامه مدارس تابستانی در حلقه مؤسسان وین در دانشگاه وین شد.

### زندگی شخصی و مرگ
الیزابت در سال ۱۹۶۰ با ورنر لاینفلنر ازدواج کرد و صاحب یک دختر به نام روث شد. او در تاریخ ۴ ژانویه ۲۰۱۰ در بیمارستانی در وین درگذشت و شوهرش ورنر سه ماه بعد در ۶ آوریل ۲۰۱۰ بعد از او درگذشت.

## کار علمی و فلسفی
اگرچه او به عنوان زبان‌شناس آموزش دیده بود، اما علاقه عمیقی به مسائل فلسفی داشت. علایق پژوهشی او هم گسترده و هم عمیق بودند، از جمله زمینه‌های پژوهش‌های او می‌توان به زبان سیاسی، فلسفه زبان، شبکه‌های معنایی و معناشناسی شناختی، نقد سیاسی و فمینیستی زبان، بلاغت و نظریه استدلال، کاربرد زبان‌شناسی در زبان ادبیات و مکانیسم‌های تکاملی رشد زبان اشاره کرد. او به صورت ویژه‌ای بر لودویگ ویتگنشتاین و فیلسوف و نویسنده فریتز موتنر متمرکز بود. او همچنین در مورد علیت و زبان، نظریه هابرماس در مورد شایستگی ارتباط از دیدگاه زبان‌شناختی و آثار ویلیام اوکام و فرانتس برنتانو در مورد معناشناسی مقالاتی را منتشر می‌کرد. یکی از کتاب‌های او در مورد تعبیر به زبان سیاسی اهمیت ویژه‌ای دارد. او همچنین به متون و معانی آنها به عنوان سیستم‌های تکاملی توجه ویژه‌ای می‌کرد.
تحقیقات او با ورنر لاینفلنر درهم آمیخته بود و بنابراین، نباید تعجب آور باشد که آنها در تألیف نشریات مشترک، به ویژه کتابی در مورد هستی‌شناسی، نظریه سیستم‌ها و معناشناسی همکاری کرده باشند. کتاب جامع او تلاشی برای پیوند دادن حوزه سنتی فلسفی هستی‌شناسی با یک معناشناسی شناختی بازگشتی است. این نشان دهنده دانش گسترده این زوج در زمینه‌های مختلف دانشگاهی و همچنین توانایی آنها در ترکیب ایده‌ها است. کتاب مشترک آنها شکاف بین زبان معمولی و زبان نظریه‌ها را پر می‌کند. این نشان می‌دهد که هر دو از قواعد معنایی یکسانی بهره می‌برده‌اند.